# Relation masse-rayon des naines blanches
Aux derniers stades de son évolution, lorsqu'une étoile ayant une masse comprise entre 0,17 et 1,33 masse solaire s'effondre sur elle-même, il en résulte une naine blanche. Cet astre, aussi lumineux qu'une étoile classique a une taille plus petite de plusieurs ordres de grandeur. La matière dont elle est faite est dite dégénérée car elle est si compressée qu'une cuillère à café pèse plusieurs tonnes. Plus sa masse augmente, plus la matière « dégénère », les électrons se rapprochant du noyau atomique sous l'effet de la pression. Ainsi plus l'astre est massif, plus il est petit. La relation masse-rayon des naines blanches fut établie en 1930 par le physicien indien Subrahmanyan Chandrasekhar alors âgé de 20 ans lors d'un voyage en paquebot vers Bombay.

## Relation approchée
Il existe une relation approchée entre la masse et le rayon d'une étoile de type naine blanche, en utilisant l'argument de la minimisation de l'énergie. Son énergie peut être approchée en prenant la somme de son énergie potentielle gravitationnelle gravitationnelle et de son énergie cinétique interne (essentiellement celle des électrons). Le potentiel d'énergie gravitationnelle d'un morceau de masse unitaire de naine  blanche, Eg, sera de l'ordre de :
Eg  = − GM/R,
où G représente la constante gravitationnelle, M la masse de la naine blanche, et R son rayon.
L'énergie cinétique de la masse unitaire Ek, provient en premier lieu du mouvement des électrons, aussi sera-t-elle approximativement :
N p2/m,
où p représente le moment moyen de l'électron, m sa masse, et N le nombre d'électrons par unité de masse.

Puisque les électrons sont dégénérés, nous pouvons estimer que p est de l'ordre de l'incertitude sur le moment, Δp, donnée par le principe d'incertitude, qui pose que Δp ∙ Δx est de l'ordre de la  constante de Planck réduite ħ. Δx sera de l'ordre de la distance moyenne entre les électrons, qui sera approximativement n−1/3, c'est-à-dire l'inverse de la racine cubique de la densité, n, d'électrons par unité de volume. Puisqu'il y a N M électrons dans la naine blanche et que son volume est de l'ordre de R3, n sera de l'ordre de N M / R3. Pour calculer l'énergie cinétique par unité de masse, Ek, nous trouvons que :
{\displaystyle E_{k}\approx {\frac {N(\Delta p)^{2}}{m}}\approx {\frac {N\hbar ^{2}n^{2/3}}{m}}\approx {\frac {M^{2/3}N^{5/3}\hbar ^{2}}{mR^{2}}}.}
La naine blanche sera à l'équilibre lorsque la totalité de son énergie, Eg + Ek, sera minimale. À ce point, les énergies cinétique et gravitationnelle ont des valeurs absolues comparables, aussi nous pouvons déduire une relation approchée entre la masse et le rayon en écrivant :
{\displaystyle |E_{g}|\approx {\frac {GM}{R}}=E_{k}\approx {\frac {M^{2/3}N^{5/3}\hbar ^{2}}{mR^{2}}}.}
La solution pour le rayon, R, donne :
{\displaystyle R\approx {\frac {N^{5/3}\hbar ^{2}}{mGM^{1/3}}}}
En abandonnant N qui ne dépend que de la composition de la naine blanche, et les constantes universelles, nous restons alors avec une relation entre la masse et le rayon :
{\displaystyle R\sim {\frac {1}{M^{1/3}}},\,},

Relation rayon-masse pour une naine blanche modèle.

c'est-à-dire que le rayon d'une naine blanche est inversement proportionnel à la racine cubique de sa masse. Puisque cette analyse utilise la formule non relativiste p2/2m pour l'énergie cinétique, elle est non relativiste. Si nous désirons analyser la situation où la vitesse de l'électron dans une naine blanche est proche de la vitesse de la lumière, c, nous devons remplacer p2/2m par l'approximation relativiste extrême p c pour l'énergie cinétique. Avec cette substitution, nous trouvons :
{\displaystyle E_{k\ {\rm {relativiste}}}\approx {\frac {M^{1/3}N^{4/3}\hbar c}{R}}.}
Si nous mettons ceci en équation avec la magnitude Eg, nous trouvons que R s'élimine et que la masse M est forcément :
{\displaystyle M_{\rm {limite}}\approx N^{2}\left({\frac {\hbar c}{G}}\right)^{3/2}.}
Pour interpréter ce résultat, observons que si nous ajoutons de la masse à une naine blanche, son rayon diminue ; aussi, selon le principe d'incertitude, le moment et donc la vitesse de ses électrons s'accroissent. Lorsque la vitesse approche c, l'analyse relativiste extrême devient plus exacte, ce qui signifie que la masse M de la naine blanche doit approcher Mlimite. En conséquence, aucune naine blanche ne peut être plus lourde que la masse limite Mlimite.

## Intégration de la relation d'état
Pour un calcul plus précis de la relation masse-rayon et de la masse limite d'une naine blanche, il faut calculer l'équation d'état qui décrit la relation entre la densité et la pression de la matière située à l'intérieur d'une naine blanche. Si la densité et la pression sont toutes deux supposées comme égales à des fonctions de la distance au centre de l'étoile, le système d'équation qui consiste en l'équation hydrostatique couplée à l'équation d'état peut alors être résolu pour trouver la structure de la naine blanche à l'équilibre. Dans le cas non relativiste, le rayon est toujours inversement proportionnel à la racine cubique de la masse. Les corrections relativistes altèreront le résultat des calculs de telle façon que le rayon parviendra à zéro pour une masse de valeur finie. C'est la masse limite au-delà de laquelle la naine blanche ne peut plus supporter la pression de dégénérescence des électrons. On l'appelle la masse de Chandrasekhar. Le graphe ci-contre montre le résultat de tels calculs. Il montre comment le rayon varie avec la masse pour les modèles d'une naine blanche selon le calcul relativiste (courbe verte) ou non relativiste (courbe bleue). Les deux modèles traitent la naine blanche comme un gaz de Fermi froid à l'équilibre hydrostatique. La masse moléculaire moyenne par électron, µe a été fixée à 2, les rayons sont mesurés en rayons solaires standards, et les masses en masses solaires standards,.

## Cas des naines blanches en rotation
Ces calculs supposent tous que la naine blanche n'est pas en rotation. Si elle l'est, l'équation d'équilibre hydrostatique doit être modifiée pour tenir compte de la pseudo-force centrifuge provenant de l'utilisation d'un référentiel en rotation. Pour une naine blanche en rotation uniforme, la masse limite n'augmente que légèrement. Cependant, si l'étoile est affectée d'un mouvement non uniforme et que l'on néglige la viscosité, alors, comme l'a souligné Fred Hoyle en 1947, il n'y a pas de limite à la masse pour laquelle le modèle de naine blanche puisse être en équilibre en régime permanent. Toutes ces étoiles ne seront cependant pas dynamiquement stables.